# シー・ケイム・イン・スルー・ザ・バスルーム・ウィンドー
「シー・ケイム・イン・スルー・ザ・バスルーム・ウインドー」（She Came in Through the Bathroom Window）は、ビートルズの楽曲である。1969年9月に発売された11作目のイギリス盤公式オリジナル・アルバム『アビイ・ロード』に収録された。レノン＝マッカートニー名義となっているが、ポール・マッカートニーによって書かれた楽曲。アルバム『アビイ・ロード』のB面の特徴であるメドレー「ザ・ロング・ワン」（The Long One）の5曲目で、前半のメドレーを締めくくる楽曲。1969年7月に「ポリシーン・パン」と繋げてレコーディングされた。

## 背景
本作のタイトルについて、ジョン・レノンは「1968年5月にニューヨークを訪れた時に泊まっていたフラットで、ポールがふと『She Came In Through The Bathroom Window（彼女は浴室の窓から入ってきた）』というフレーズを口にした。つまりあのフレーズは何年も前からあるわけで、それをやっと仕上げたわけだ」と語っている。
歌詞の内容は、マッカートニーが留守中にファンが自宅に忍び込むというエピソードが元になっている。また、「So I quit the police department（だからぼくは警察署を辞めて）」というフレーズは、1968年10月に後にマッカートニーの妻となるリンダ・イーストマンと娘・ヘザーと共にタクシーでジョン・F・ケネディ空港に向かっていたときに見た、「ユージン・クイッツ、ニューヨーク警察署」と記された身分証明パネルから触発されたもの。このフレーズについてマッカートニーは「そこが無作為の素晴らしさ。もし僕があの男のタクシーに乗っていなかったら、この曲はずいぶんと違っていたと思う」と語っている。
本作は1969年1月に行われたゲット・バック・セッションでも取り上げられており、トゥイッケナム・スタジオで幾度となくリハーサルが行われた。1月7日のセッションで一度だけ完成バージョンに近いテンポで演奏されたが、ほとんどはスローなテンポで演奏された。このリハーサルから、1月21日の演奏が1996年に発売された『ザ・ビートルズ・アンソロジー3』に収録された。なお、同音源でレノンはエレクトリックピアノ、ハリスンがワウワウをかけたエレクトリック・ギターを演奏した。2003年に発売された『レット・イット・ビー...ネイキッド』の特典ディスク『Fly on the Wall』にもセッション時の音源の一部が収録された。

## レコーディング
「シー・ケイム・イン・スルー・ザ・バスルーム・ウィンドー」のレコーディングは1969年7月25日に開始され、「ポリシーン・パン」と繋げてレコーディングされた。8トラック・レコーダーのトラック1にポール・マッカートニーのベース、トラック2にリンゴ・スターのドラム、トラック3にレノンの12弦アコースティック・ギター、トラック4にハリスンのリードギター、トラック6にレノンとマッカートニーのリード・ボーカルが録音された。同日に録音されたテイクの中から、オーバー・ダビング用にテイク39が採用された。
7月28日と30日にスネアドラム、シンバル、タンバリン、EからAに下降し、この2つのキーの間の転調を可能にする5音のエレクトリック・ギター、レノンとマッカートニーのハーモニー・ボーカル、新たなリード・ボーカルなどがオーバー・ダビングされた。

## クレジット
※出典
- ポール・マッカートニー - リード・ボーカル、ベース、ハーモニー・ボーカル
- ジョン・レノン - 12弦アコースティック・ギター、ハーモニー・ボーカル
- ジョージ・ハリスン - リードギター
- リンゴ・スター - ドラム、タンバリン、マラカス、パーカッション

## ジョー・コッカーによるカバー
ジョー・コッカーは、1969年4月にオリンピック・スタジオで「シー・ケイム・イン・スルー・ザ・バスルーム・ウィンドー」のレコーディングを行なった。かねてよりマッカートニーは、コッカーに本作を録音してもらうことを望んでいた。コッカーによるカバー・バージョンは、同年に発売されたアルバム『ジョー・コッカー&レオン・ラッセル』に収録され、同作にはハリスン作の「サムシング」のカバーも収録されている。同年12月にシングル・カットされ、B面には「チェンジ・イン・ルイーズ」（Change in Louise）が収録された。オランダやドイツで発売されたシングル盤は、B面曲が「お前の仕事さ」（That's Your Business Now）に変更されている。
コッカーによるカバー・バージョンは、アメリカのBillboard Hot 100で最高位30位、オランダのSingle Top 100で最高位18位を獲得。『オールミュージック』のスティーブン・クックは、アルバムのレビューの中で本作のカバーについて「とても立派な演奏」と表現している。

### シングル収録曲
| #         | タイトル                                                                                            | 作詞・作曲                                         | 時間 |
| --------- | --------------------------------------------------------------------------------------------------- | -------------------------------------------------- | ---- |
| 1.        | 「シー・ケイム・イン・スルー・ザ・バスルーム・ウィンドー」(She Came in Through the Bathroom Window) | レノン＝マッカートニー                             | 2:37 |
| 2.        | 「チェンジ・イン・ルイーズ」(Change in Louise)                                                      | クリス・ステイントン （ 英語版 ） ジョー・コッカー | 3:22 |
| 合計時間: | 合計時間:                                                                                           | 合計時間:                                          | 5:59 |

| #         | タイトル                                                                                            | 作詞・作曲                            | 時間 |
| --------- | --------------------------------------------------------------------------------------------------- | ------------------------------------- | ---- |
| 1.        | 「シー・ケイム・イン・スルー・ザ・バスルーム・ウィンドー」(She Came in Through the Bathroom Window) | レノン＝マッカートニー                | 2:37 |
| 2.        | 「お前の仕事さ」(That's Your Business)                                                              | クリス・ステイントン ジョー・コッカー | 3:02 |
| 合計時間: | 合計時間:                                                                                           | 合計時間:                             | 5:39 |

### チャート成績
| チャート (1970年)         | 最高位 |
| ------------------------- | ------ |
| Canada Top Singles (RPM)  | 31     |
| オランダ (Single Top 100) | 18     |
| US Billboard Hot 100      | 30     |